# Вицин, Георгий Михайлович
Гео́ргий Миха́йлович Ви́цин (при рождении Ви́цын; 5 [18] апреля 1917, Териоки — 22 октября 2001, Москва) — советский и российский актёр театра, кино и озвучивания. Народный артист СССР (1990).

## Биография
Родился в Териоки (ныне — Зеленогорск в составе Санкт-Петербурга) в тогдашней Выборгской губернии. Об этом свидетельствует запись в церковной книге Крестовоздвиженской церкви на Большой Посадской улице, где его крестили. Однако в поздних официальных документах датой рождения стало 23 апреля 1918 года, а местом рождения — Петроград. Это произошло из-за того, что его мать в 1920-е годы, устраивая в оздоровительную лесную школу, сделала его «моложе» и исправила год рождения на 1918-й. 23 апреля (6 мая) являлось днём его именин. Первоначальная фамилия будущего актёра была «Вицын», но позже из-за ошибки паспортистки буква «ы» сменилась на «и».
Его родители были родом из разных краёв России: мать — Мария Матвеевна — из Пензы, отец — Михаил Егорович — из села Небылое Владимирской губернии; с искусством оба никак не были связаны. Когда Георгию было восемь месяцев, семья переехала в Москву. Мать устроилась билетёршей в Колонный зал Дома союзов и часто брала сына с собой. С двенадцати лет Вицин начал выступать на школьной сцене, как правило, в амплуа отрицательных героев.
В 1926—1933 годах учился в Московской школе-семилетке № 26, в 1933—1934 — в Театральном училище при Малом театре (ныне Высшее театральное училище имени М. С. Щепкина), откуда был отчислен с формулировкой «за легкомысленное отношение к учебному процессу». В 1934 году поступил в Театральное училище при Театре имени Е. Вахтангова (ныне Театральный институт имени Бориса Щукина). 1 октября 1934 года был зачислен в театральную студию МХАТа 2-го, где учился у Серафимы Бирман, А. И. Благонравова, В. Н. Татаринова.
С 1936 года — актёр театра-студии под руководством Н. П. Хмелёва, в 1937—1969 — Московского драматического театра имени М. Н. Ермоловой, куда вошла театр-студия, в 1969—2001 — Театра-студии киноактёра.
Кинодебют состоялся в 1945 году в фильме Сергея Юткевича «Здравствуй, Москва!».
Широкую известность актёру принёсла роль Труса в комедиях Леонида Гайдая («Пёс Барбос и необычный кросс», «Самогонщики», «Операция „Ы“ и другие приключения Шурика» и «Кавказская пленница, или Новые приключения Шурика»). Актёру часто приходилось играть персонажей-пьяниц, и в этих ролях он был убедителен, обладая специфическими голосом и внешностью. В реальной жизни актёр не пил и не курил, вёл здоровый образ жизни, увлекался дыхательной гимнастикой йогов.
Вицин также обладал талантом к декламации и много работал над озвучиванием мультфильмов.
До преклонных лет актёр выглядел довольно молодо. В тридцать семь лет он сыграл восемнадцатилетнего Васю Веснушкина в фильме «Запасной игрок», в сорок шесть — двадцатипятилетнего Мишу Бальзаминова («Женитьба Бальзаминова»), в пятьдесят девять — принца Кукимора (по сюжету ему 20—30 лет) в фильме «Пастух Янка». При этом он справлялся и с возрастными ролями, сыграв деда Мусия в картине «Максим Перепелица» в тридцать восемь лет.
Рисовал на актёров карикатуры, пробовал заниматься живописью, графикой, скульптурой.
В 1990-х годах актёр, совместно с другими участниками знаменитой троицы, много гастролировал по стране. До последних дней играл в Государственном театре киноактёра (ныне — «Центр театра и кино на Поварской»). Последние годы жил очень скромно. Отдав свою большую квартиру в центре Москвы дочери Наталье, перебрался в «хрущёвку» в Староконюшенном переулке. Крайне ограничивал общение со сторонними людьми, избегал встреч с журналистами, выходя на улицу только покормить голубей. От помощи отказывался, говоря: «Не могу взять, ведь люди последнее отдают!».

### Последние годы жизни, болезнь, смерть и прощание
Жил в коммунальной квартире в Кривоколенном переулке, дом 9; позже — в Староконюшенном переулке, дом 30.
После одного из выступлений Георгия Вицина госпитализировали в московскую больницу, где он скончался 22 октября 2001 года.
Прощание прошло 25 октября 2001 года в Московском доме кино. Похоронен на Ваганьковском кладбище в Москве (участок № 12).

### Семья
Состоял в незарегистрированном браке с актрисой Театра Ермоловой Надеждой Тополевой, бывшей женой режиссёра Николая Хмелёва.
В 1949 году женился на Тамаре Фёдоровне Мичуриной (1925—2009), костюмере, племяннице биолога и селекционера Ивана Мичурина. 5 октября 1954 года у них родилась дочь Наталья, которая стала художником-графиком (среди её работ были плакаты к фильмам «Ирония судьбы, или С лёгким паром!» и «Неоконченная пьеса для механического пианино»).

## Театральные роли
Театр имени М. Н. Ермоловой
- 1936/37 — «Не было ни гроша, да вдруг алтын» А. Н. Островского (постановка Н. П. Хмелёва) — Елеся
- 1940 — «Как вам это понравится» У. Шекспира — Уильям
- 1941 — «Ночь ошибок» О. Голдсмита — Тони
- 1945 — «Укрощение укротителя» Дж. Флетчера (реж. В. Комиссаржевский и К. Воинов) — Морозо
- 1945 — «Нахлебник» И. С. Тургенева
- 1946 — «Старые друзья» Л. А. Малюгина (реж. А. Лобанов) — Лясковский
- 1947 — «Люди с чистой совестью» П. П. Вершигоры — сапёр Водичка, реж.: А. М. Лобанов, В. Г. Комиссаржевский
- 1948 — «Счастье» по П. А. Павленко (реж. В. Комиссаржевский) — Поднебеско
- 1948 — «Невольницы» А. Н. Островского (реж. А. Лобанов) — Мирон Ипатыч, старый лакей Стырова
- 1950 — «Клуб знаменитых капитанов» В. М. Крепса, К. Б. Минца (реж. А. Лобанов и Б. Аврашов) — Мюнхгаузен
- 1950 — «Миссурийский вальс» Н. Ф. Погодина, Реж.: А. М. Лобанов, — Ник Кларк
- 1951 — «В конце лета» Н. Ф. Погодина (реж. Б. Аврашов и К. Воинов) — Вовка
- 1951 — «Заря над Каспием» И. А. Касумова — Камран
- 1951 — «Честность» К. Я. Финна — Лапшин
- 1951/52 — «Ксения» А. А. Волкова (режиссёр А. А. Гончаров) — Дед Семён
- 1954 — «Цюй Юань» Го Можо
- 1955 — «В добрый час» В. С. Розова — Андрей Аверин
- 1956 — «Чудак» Н. Хикмета (реж. В. Комиссаржевский) — Абдурахман
- 1957 — «С новым счастьем» М. А. Светлова — Дмитрий
- 1957 — «Не сотвори себе кумира» А. М. Файко (реж. Б. Голубовский) — Молоканов
- 1958 — «Мольба о жизни» Ж. Деваля — Парикмахер
- 1958 — «Дикари» С. В. Михалкова (реж. Г. Спектор) — Любешкин
- 1959/60 — «Два упрямца» Н. Хикмета и В. Гуляковой — Игорь
- 1962 — «Гость из ночи» Л. Ашкенази (реж. М. Кнебель, С. Гушанский) — Эмиль Калоус, официант
- 1964 — «Лес» А. Н. Островского (режиссёр Л. П. Галлис) — Аркашка Счастливцев
- 1965 — «Гвозди» С. Л. Лунгина, И. И. Нусинова
- «Двадцать лет спустя» по М. А. Светлову
- 1967 — «Бег» М. А. Булгакова (режиссёр А. А. Гончаров) — Артур Артурович, тараканий царь

## Фильмография
— главная роль

| Год       |     | Название                                                     | Роль                                                      |
| --------- | --- | ------------------------------------------------------------ | --------------------------------------------------------- |
| 1944      | ф   | Иван Грозный                                                 | опричник (нет в титрах)                                   |
| 1945      | ф   | Здравствуй, Москва!                                          | железнодорожник на станции «Дольск» (нет в титрах)        |
| 1946      | ф   | Глинка                                                       | зритель на премьере (нет в титрах)                        |
| 1947      | ф   | Весна                                                        | актёр, репетирующий роль Николая Гоголя (нет в титрах)    |
| 1951      | ф   | Белинский                                                    | Николай Гоголь                                            |
| 1952      | ф   | Композитор Глинка                                            | Николай Гоголь                                            |
| 1954      | ф   | Запасной игрок                                               | Вася Веснушкин                                            |
| 1954      | ф   | Мы с вами где-то встречались                                 | отдыхающий на балконе дома отдыха (нет в титрах)          |
| 1955      | ф   | Мексиканец                                                   | Билл Карти                                                |
| 1955      | ф   | Максим Перепелица                                            | дед Мусий                                                 |
| 1955      | ф   | Двенадцатая ночь                                             | сэр Эндрю Эгьючик                                         |
| 1956      | ф   | Она вас любит!                                               | Константин Петрович Канарейкин                            |
| 1956      | ф   | Поэт                                                         | антрепренёр вечера поэзии (нет в титрах)                  |
| 1956      | ф   | Убийство на улице Данте                                      | Питу                                                      |
| 1957      | ф   | Борец и клоун                                                | Энрико                                                    |
| 1957      | ф   | Дон Кихот                                                    | Самсон Карраско, бакалавр                                 |
| 1957      | ф   | Новый аттракцион                                             | Семён Ильич, администратор цирка                          |
| 1958      | кор | Коловращение жизни                                           | парикмахер (нет в титрах)                                 |
| 1958      | ф   | Отцы и дети                                                  | Ситников                                                  |
| 1958      | кор | Жених с того света                                           | Пётр Петрович Фикусов, управделами КУКУ                   |
| 1958      | ф   | Девушка с гитарой                                            | покупатель из Днепропетровска                             |
| 1958      | кор | «Чудотворец» из Бирюлёва                                     | алкаш                                                     |
| 1959      | ф   | Василий Суриков                                              | Илья Ефимович Репин                                       |
| 1959      | ф   | Я был спутником Солнца                                       | учёный, коллега Андрея                                    |
| 1959      | ф   | Как поссорился Иван Иванович с Иваном Никифоровичем          | Николай Гоголь                                            |
| 1960      | ф   | Конец старой Берёзовки                                       | учитель геометрии                                         |
| 1960      | кор | Три рассказа Чехова (новелла «Месть»)                        | Фёдор Фёдорович Дегтярёв                                  |
| 1961      | кор | Дрессировщики                                                | дедушка                                                   |
| 1961      | ф   | Совершенно серьёзно (новелла «Пёс Барбос и необычный кросс») | Трус                                                      |
| 1961      | кор | Самогонщики                                                  | Трус                                                      |
| 1961      | ф   | Артист из Кохановки                                          | дед Кузьма                                                |
| 1962      | кор | Как рождаются тосты                                          | Плющ, счетовод                                            |
| 1962      | ф   | Путь к причалу                                               | Великанкин, интеллигент в вытрезвителе                    |
| 1962      | ф   | Деловые люди (новелла «Вождь краснокожих»)                   | Сэм                                                       |
| 1962      | ф   | Молчат только статуи                                         | Жак Мелье                                                 |
| 1963      | ф   | Короткие истории (миниатюра «Поучительный случай»)           | муж                                                       |
| 1963      | ф   | Каин XVIII                                                   | палач Конрад                                              |
| 1963      | кор | Мамочка и два трутня                                         | посетитель котлетной                                      |
| 1963      | ф   | Первый троллейбус                                            | пьяный пассажир в троллейбусе                             |
| 1963      | ф   | Слепая птица                                                 | пассажир поезда                                           |
| 1964      | ф   | Эстрадная фантазия                                           | Имя персонажа не указано                                  |
| 1964      | ф   | Женитьба Бальзаминова                                        | Миша Бальзаминов                                          |
| 1964      | ф   | Зайчик                                                       | Фёдор Михайлович, помощник режиссёра                      |
| 1964      | ф   | Сказка о потерянном времени                                  | Андрей Андреевич, злой волшебник                          |
| 1964      | кор | Что такое теория относительности?                            | актёр (камео)                                             |
| 1964      | ф   | Весенние хлопоты                                             | дядя Пудя                                                 |
| 1965      | ф   | Бывает и так (новелла «Скелет Аполлона»)                     | Назлиев                                                   |
| 1965      | ф   | В первый час                                                 | скрипач на «Голубом огоньке»                              |
| 1964      | ф   | Дайте жалобную книгу                                         | заведующий отделом в магазине одежды                      |
| 1965      | ф   | Новогодний календарь                                         | «братец Август», гость «Голубого огонька»                 |
| 1965      | ф   | Операция «Ы» и другие приключения Шурика                     | Трус                                                      |
| 1965      | ф   | Дорога к морю                                                | Александр Терентьевич, бригадир лесосплавщиков            |
| 1966      | тф  | Коллекция Капы                                               | Гранаткин                                                 |
| 1966      | ф   | Красное, синее, зелёное                                      | директор музея                                            |
| 1966      | ф   | Кто придумал колесо?                                         | дядя Коля                                                 |
| 1966      | тф  | Сказки русского леса                                         | Трус                                                      |
| 1966      | ф   | Формула радуги                                               | директор фабрики игрушек                                  |
| 1966      | ф   | Кавказская пленница, или Новые приключения Шурика            | Трус                                                      |
| 1966      | кор | Фитиль (фильм №47 «Карусель»)                                | Гоша, посетитель ресторана                                |
| 1967      | ф   | Спасите утопающего                                           | майор милиции / старик в панамке                          |
| 1967      | ф   | Татьянин день                                                | предложивший новое летоисчисление                         |
| 1968      | ф   | Гольфстрим                                                   | отец Игоря                                                |
| 1968      | ф   | Семь стариков и одна девушка                                 | грабитель («Трус»)                                        |
| 1968—1981 | с   | Кабачок «13 стульев»                                         | пан Цыпа, критик                                          |
| 1968      | ф   | Старая, старая сказка                                        | добрый волшебник                                          |
| 1968      | ф   | В тринадцатом часу ночи                                      | водяной                                                   |
| 1969      | ф   | Вчера, сегодня и всегда                                      | тётушка Берри                                             |
| 1969      | тф  | Похищение                                                    | камео                                                     |
| 1970      | ф   | Шаг с крыши                                                  | англичанин                                                |
| 1970      | ф   | Как мы искали Тишку                                          | старшина милиции Степанов                                 |
| 1970      | ф   | Опекун                                                       | Тебеньков, алкоголик и тунеядец                           |
| 1971      | тф  | Весенняя сказка                                              | царь Берендей                                             |
| 1971      | ф   | 12 стульев                                                   | монтёр Мечников                                           |
| 1971      | кор | Пожара не будет                                              | шофёр Пётр                                                |
| 1971      | ф   | Тень                                                         | доктор                                                    |
| 1971      | ф   | Смертный враг                                                | Егор                                                      |
| 1971      | ф   | Джентльмены удачи                                            | Гаврила Петрович Шереметьев («Хмырь»)                     |
| 1972      | ф   | Табачный капитан                                             | повар Мутон                                               |
| 1972      | ф   | Масштабные ребята                                            | прораб Афанасьев                                          |
| 1972      | кор | Фитиль (фильм №121 «Покупка»)                                | покупатель                                                |
| 1973      | ф   | А вы любили когда-нибудь?                                    | мама Нины Дмитриевны / Яков Иванович Никольский, папа Оли |
| 1973      | док | Георгий Вицин                                                | камео                                                     |
| 1973      | ф   | Земля Санникова                                              | Игнатий, слуга золотопромышленника                        |
| 1973      | ф   | Моя судьба                                                   | пьяный с расчёской                                        |
| 1973      | ф   | Неисправимый лгун                                            | Алексей Иванович Тютюрин, парикмахер                      |
| 1973      | ф   | Чиполлино                                                    | адвокат Горошек                                           |
| 1974      | ф   | Дорогой мальчик                                              | Макинтош                                                  |
| 1974      | ф   | Северная рапсодия                                            | Кузьма Петрович, продавец                                 |
| 1974      | ф   | Царевич Проша                                                | король Каторз IX                                          |
| 1974      | кор | Фитиль (фильм № 147 «Найди себя»)                            | посетитель фотоателье / женщина на фотографии             |
| 1974      | ф   | Автомобиль, скрипка и собака Клякса                          | музыкант с банджо/гитарой                                 |
| 1974      | кор | Мой «жигулёнок»                                              | дядя Женя                                                 |
| 1974      | ф   | Большой аттракцион                                           | Галкин, режиссёр телевидения                              |
| 1975      | ф   | Финист — Ясный Сокол                                         | Агафон                                                    |
| 1975      | ф   | Шаг навстречу (новелла «Дочь капитана»)                      | человек в буфете                                          |
| 1975      | ф   | Не может быть! (новелла «Свадебное происшествие»)            | отец невесты                                              |
| 1975      | ф   | Пузырьки                                                     | водитель «Запорожца»                                      |
| 1975      | ф   | Ау-у! (новелла «И подъехали к избе сваты…»)                  | дед, учёный-этнограф                                      |
| 1975      | ф   | Где ты, Арина Родионовна?                                    | Родионыч                                                  |
| 1976      | ф   | Маринка, Янка и тайны королевского замка                     | принц Кукимор                                             |
| 1976      | тф  | Весёлое сновидение, или Смех и слёзы                         | министр Кривелло                                          |
| 1976      | ф   | Пока бьют часы                                               | дедушка Маши / Великий Садовник                           |
| 1976      | ф   | Синяя птица                                                  | Сахар                                                     |
| 1976      | тф  | 12 стульев                                                   | гробовых дел мастер Безенчук                              |
| 1976      | ф   | Солнце, снова солнце                                         | дед                                                       |
| 1976      | кор | Ералаш (9 выпуск; сюжет «Чудное мгновенье»)                  | Николай Гоголь                                            |
| 1977      | тф  | Эти невероятные музыканты, или Новые сновидения Шурика       | камео                                                     |
| 1978      | кор | История с метранпажем                                        | Семён Николаевич Калошин, администратор гостиницы         |
| 1980      | ф   | За спичками                                                  | Тахво Кенонен, портной                                    |
| 1980      | ф   | Комедия давно минувших дней                                  | Трус                                                      |
| 1981      | ф   | Руки вверх!                                                  | агент ЫХ-000, он же Фонди-Монди-Дунди-Пек                 |
| 1985      | ф   | Соперницы                                                    | дедушка Иван Степанович                                   |
| 1985      | ф   | Опасно для жизни!                                            | Александр Петрович Чоколов, алкоголик                     |
| 1986      | ф   | Путешествие пана Кляксы                                      | король Аполлинарий Бай                                    |
| 1992      | ф   | Выстрел в гробу                                              | полковник Закусняк                                        |
| 1992      | ф   | Господа артисты                                              | Нил Палыч, парикмахер                                     |
| 1993      | ф   | Бравые парни                                                 | майор Грибоедов                                           |
| 1994      | ф   | Несколько любовных историй                                   | аптекарь Форнари                                          |
| 1994      | ф   | Хаги-Траггер                                                 | Генрих Янович, кукольный мастер                           |
| 2001      | док | Леонид Гайдай: от смешного до великого                       | камео                                                     |

## Озвучивание
Мультипликация
| Год       |    | Название                                                        | Роль                                                                             |
| --------- | -- | --------------------------------------------------------------- | -------------------------------------------------------------------------------- |
| 1944      | мф | Телефон                                                         | Крокодил (в титрах не указан)                                                    |
| 1946      | мф | Павлиний хвост                                                  | доктор Айболит (в титрах не указан)                                              |
| 1947      | мф | Конёк-Горбунок                                                  | Спальник / эпизодические персонажи (в титрах не указан)                          |
| 1950      | мф | Чудо-мельница                                                   | Рассказчик (в титрах не указан)                                                  |
| 1951      | мф | Высокая горка                                                   | воробей Чик                                                                      |
| 1952      | мф | Снегурочка                                                      | Царь Берендей                                                                    |
| 1953      | мф | Волшебный магазин                                               | Маг-завмаг                                                                       |
| 1953      | мф | Это что за птица?                                               | Гусь (в титрах не указан)                                                        |
| 1954      | мф | Оранжевое горлышко                                              | петух Подковкин                                                                  |
| 1954      | мф | Стрела улетает в сказку                                         | Старик-лесовик                                                                   |
| 1954      | мф | Козёл-музыкант                                                  | первый ёж (в титрах не указан)                                                   |
| 1954      | мф | На лесной эстраде                                               | Заяц (в титрах не указан)                                                        |
| 1954      | мф | Опасная шалость                                                 | Дедушка (в титрах не указан)                                                     |
| 1955      | мф | Ореховый прутик                                                 | ведьма Клоанца / ворон-писарь (в титрах как «Г. Вицын»)                          |
| 1955      | мф | Снеговик-почтовик                                               | Снеговик                                                                         |
| 1955      | мф | Храбрый заяц                                                    | Заяц                                                                             |
| 1955      | мф | Заколдованный мальчик                                           | деревянная статуя старого моряка Розенбома                                       |
| 1955      | мф | Гадкий утёнок                                                   | петухи / гусь (в титрах не указан)                                               |
| 1955      | мф | Четыре монеты                                                   | дед Ахмед                                                                        |
| 1956      | мф | Кораблик                                                        | муравей / лягушонок                                                              |
| 1956      | мф | Лесная история                                                  | Журавль-врач (в титрах не указан)                                                |
| 1956      | мф | Шакалёнок и верблюд                                             | шакалёнок                                                                        |
| 1956      | мф | Приключения Мурзилки                                            | скворец / дворник дядя Егор (в титрах не указан)                                 |
| 1956      | мф | 12 месяцев                                                      | ворон                                                                            |
| 1956      | мф | Аист                                                            | Аджар-бай (в титрах не указан)                                                   |
| 1957      | мф | Верлиока                                                        | селезень (в титрах не указан)                                                    |
| 1957      | мф | Волк и семеро козлят                                            | дятел (в титрах не указан)                                                       |
| 1957      | мф | В некотором царстве…                                            | заморский принц / дьяк                                                           |
| 1957      | мф | Привет друзьям!                                                 | Фанфан-репортёр                                                                  |
| 1957      | мф | Чудесница                                                       | петух,вокал в песне сорняков                                                     |
| 1957      | мф | Сказка о Снегурочке                                             | Дед (в титрах не указан)                                                         |
| 1958      | мф | Кошкин дом                                                      | Козёл / грач-пожарный                                                            |
| 1958      | мф | Краса ненаглядная                                               | разбойник Труха / Сорока / Воронёнок                                             |
| 1958      | мф | Мы за солнышком идём                                            | Ёжик (в титрах не указан)                                                        |
| 1958      | мф | Сказка о Мальчише-Кибальчише                                    | Дедушка / Буржуинский генерал-англичанин                                         |
| 1958      | мф | Мальчик из Неаполя                                              | Маленький Синьор                                                                 |
| 1958      | мф | Золотые колосья                                                 | воробей (в титрах не указан)                                                     |
| 1958      | мф | Спортландия                                                     | Хоттабыч из книги                                                                |
| 1958      | мф | Старик и журавль                                                | Журавль (в титрах не указан)                                                     |
| 1958      | мф | Тайна далёкого острова                                          | командир подводной лодки (в титрах не указан)                                    |
| 1959      | мф | Приключения Буратино                                            | Джузеппе / дирижёр (в титрах как «И. Вицин»)                                     |
| 1959      | мф | Ровно в три пятнадцать…                                         | Карандаш(в титрах не указан)                                                     |
| 1959      | мф | Три дровосека                                                   | Пузырь                                                                           |
| 1960      | мф | Разные колёса                                                   | Петух                                                                            |
| 1960      | мф | Винтик и Шпунтик — весёлые мастера                              | Пилюлькин / Гунька / Ворчун / Торопыжка / чихающая гусеница (в титрах не указан) |
| 1960      | мф | Человечка нарисовал я                                           | кондитер / поэт, желавший славы                                                  |
| 1960      | мф | Тринадцатый рейс                                                | Заяц (в титрах не указан)                                                        |
| 1960      | мф | Конец Чёрной топи                                               | Леший                                                                            |
| 1960      | мф | Мультипликационный Крокодил № 2                                 | патефон / нож (в титрах не указан)                                               |
| 1960      | мф | Непьющий воробей                                                | Воробей                                                                          |
| 1960      | мф | Три зятя                                                        | Старик (в титрах не указан)                                                      |
| 1961      | мф | Дорогая копейка                                                 | Пятак-сторож                                                                     |
| 1961      | мф | Дракон                                                          | сборщик податей                                                                  |
| 1961      | мф | Ключ                                                            | Николай Захаров, папа мальчика                                                   |
| 1961      | мф | Муравьишка-хвастунишка                                          | Кузнечик                                                                         |
| 1961      | мф | Чиполлино                                                       | садовник Кактус                                                                  |
| 1961      | мф | Незнайка учится                                                 | доктор Пилюлькин / Тюбик / Торопыжка                                             |
| 1961      | мф | Заокеанский репортёр                                            | репортёр Боб Скетч (в титрах не указан)                                          |
| 1962      | мф | Две сказки                                                      | Заяц                                                                             |
| 1962      | мф | Только не сейчас                                                | волшебник «Сейчас»                                                               |
| 1962      | мф | Королева Зубная Щётка                                           | Дедушка Мыло (в титрах не указан)                                                |
| 1963      | мф | Сказка о старом кедре                                           | Гриб / Колобок                                                                   |
| 1963      | мф | Следопыт                                                        | состарившийся второгодник Вася Петров (в титрах не указан)                       |
| 1963      | мф | Бабушкин козлик                                                 | 3-й волк                                                                         |
| 1963      | мф | Светлячок № 3                                                   | Светлячок (в титрах не указан)                                                   |
| 1963      | мф | Три толстяка                                                    | продавец воздушных шаров (в титрах не указан)                                    |
| 1964      | мф | Жизнь и страдания Ивана Семёнова                                | врач                                                                             |
| 1964      | мф | Кто поедет на выставку?                                         | бракованный человечек                                                            |
| 1964      | мф | Храбрый портняжка                                               | Министр / трубач                                                                 |
| 1964      | мф | Петух и краски                                                  | Петух                                                                            |
| 1964      | мф | Дюймовочка                                                      | кузнечик-музыкант / один из трёх состоятельных кротов (в титрах не указан)       |
| 1964      | мф | Кто виноват?                                                    | Коробок со спичками                                                              |
| 1965      | мф | Ваше здоровье                                                   | Xвороба / Микроб                                                                 |
| 1965      | мф | Ни богу, ни чёрту                                               | плотник Кузьма (в титрах не указан)                                              |
| 1965      | мф | Рикки-Тикки-Тави                                                | старый мангуст                                                                   |
| 1965      | мф | Светлячок № 6 (сюжет «Подсолнух»)                               | Индюк                                                                            |
| 1965      | мф | Приключения запятой и точки                                     | маленькая Клякса / Вопросительный и Восклицательный знаки (в титрах не указан)   |
| 1966      | мф | Про бегемота, который боялся прививок                           | Волк / Крокодил                                                                  |
| 1966      | мф | Поди туда, не знаю куда                                         | читает текст от автора / худой скоморох                                          |
| 1966      | мф | Сегодня день рождения                                           | диспетчер на вокзале / Кот                                                       |
| 1966      | мф | Хвосты                                                          | Заяц                                                                             |
| 1967      | мф | Зеркальце                                                       | Заяц                                                                             |
| 1967      | мф | Как стать большим                                               | Гриб                                                                             |
| 1967      | мф | Межа                                                            | Старик (в титрах не указан)                                                      |
| 1967      | мф | Паровозик из Ромашкова                                          | Папа                                                                             |
| 1967      | мф | Сказки для больших и маленьких                                  | Заяц                                                                             |
| 1967      | мф | Слонёнок                                                        | Павиан                                                                           |
| 1967      | мф | Машинка времени                                                 | Болельщик «Спартака»                                                             |
| 1967      | мф | Раз, два — дружно!                                              | Заяц / одноухий волк                                                             |
| 1967      | мф | Сказка о золотом петушке                                        | Мудрец-звездочёт / пушкарь                                                       |
| 1967      | мф | Фитиль (короткометражный; фильм № 61 «Зайкины рога»)            | заяц                                                                             |
| 1967      | мф | Честное крокодильское                                           | Паровоз (в титрах не указан)                                                     |
| 1968      | мф | Козлёнок, который считал до десяти                              | Конь                                                                             |
| 1968      | мф | Комедиант                                                       | стражник в Бомбижу (в титрах не указан)                                          |
| 1968      | мф | Фильм, фильм, фильм                                             | Режиссёр                                                                         |
| 1968      | мф | Фитиль (короткометражный; фильм № 75 «Звание-сила»)             | осёл                                                                             |
| 1968      | мф | Хочу бодаться! (новелла «Услужливый»)                           | Заяц                                                                             |
| 1969      | мф | Фитиль (короткометражный; фильм № 80 «Есть ли жизнь на Марсе?») | профессор-лектор                                                                 |
| 1969      | мф | Фитиль (короткометражный; фильм № 86 «Райское место»)           | посетитель пляжа                                                                 |
| 1969      | мф | Фитиль (короткометражный; фильм № 89 «Страшный сон»)            | покупатель                                                                       |
| 1969      | мф | Украденный месяц                                                | Месяц                                                                            |
| 1969      | мф | Кот в сапогах (1-я часть)                                       | кот Перро                                                                        |
| 1969      | мф | Рассеянный Джованни (Весёлая карусель № 1)                      | Почтальон (в титрах не указан)                                                   |
| 1970      | мф | Бобры идут по следу                                             | бобр-учитель                                                                     |
| 1971      | мф | Лошарик                                                         | Лев (в титрах не указан)                                                         |
| 1971      | мф | Неразбериха                                                     | Петрушка                                                                         |
| 1971      | мф | Терем-теремок                                                   | Петушок (в титрах не указан)                                                     |
| 1972      | мф | Весёлый старичок (Весёлая карусель № 4)                         | Старичок                                                                         |
| 1972      | мф | Рассказы старого моряка: Антарктида                             | Пингвин-воспитатель                                                              |
| 1972      | мф | Утёнок, который не умел играть в футбол                         | Утёнок-хулиган (в титрах не указан)                                              |
| 1972      | мф | Ты враг или друг?                                               | браконьер                                                                        |
| 1972      | мф | Фитиль (короткометражный; фильм № 121 «Экспонат»)               | дед                                                                              |
| 1972      | мф | Фитиль (короткометражный; фильм № 125 «Не по пути»)             | рыболов                                                                          |
| 1973      | мф | Как это случилось                                               | Игрушка-клоун                                                                    |
| 1973      | мф | Небылицы в лицах (Весёлая карусель № 5)                         | Егор                                                                             |
| 1974      | мф | Мешок яблок                                                     | Папа Заяц                                                                        |
| 1974      | мф | Сами виноваты                                                   | Папа Заяц                                                                        |
| 1974      | мф | Фитиль (короткометражный; фильм № 140 «Важное лицо»)            | врач со стетоскопом                                                              |
| 1974      | мф | Фитиль (короткометражный; фильм № 147 «Дорогой утиль»)          | профессор                                                                        |
| 1975      | мф | В гостях у гномов                                               | Гном (в титрах не указан)                                                        |
| 1975      | мф | Конёк-Горбунок                                                  | Спальник / эпизодические персонажи                                               |
| 1975      | мф | Наследство волшебника Бахрама                                   | Бахрам                                                                           |
| 1975      | мф | Фитиль (короткометражный; фильм № 157 «Секрет успеха»)          | дед                                                                              |
| 1976      | мф | Все непонятливые                                                | Червяк-интеллигент                                                               |
| 1976      | мф | Зайка-зазнайка                                                  | Зайка-зазнайка                                                                   |
| 1976      | мф | Фитиль (короткометражный; фильм № 164 «Утраченные грёзы»)       | поставщик                                                                        |
| 1976      | мф | Фитиль (короткометражный; фильм № 170 «Последний фокус»)        | Хмурцов                                                                          |
| 1977      | мф | Зайчонок и муха                                                 | Воробей                                                                          |
| 1977      | мф | Как грибы с горохом воевали                                     | Стручок (в титрах не указан)                                                     |
| 1977      | мф | Квартет «Ква-ква»                                               | Жук (в титрах не указан)                                                         |
| 1977      | мф | Фитиль (короткометражный; фильм № 187 «Не смешно»)              | подчинённый                                                                      |
| 1978      | мф | Дед Мороз и серый волк                                          | Папа Заяц (в титрах как «Г. Вицын»)                                              |
| 1978      | мф | Дюймовочка                                                      | Жаба-сын (в титрах как «Г. Вицын»)                                               |
| 1978      | мф | Как утёнок-музыкант стал футболистом                            | Утёнок-хулиган (в титрах как «Г. Вицын»)                                         |
| 1978      | мф | Кто побудет с детьми?                                           | Восьмимиллиметровик (в титрах не указан)                                         |
| 1978      | мф | Робинзон Кузя                                                   | Кот-дикарь                                                                       |
| 1978      | мф | Фитиль (короткометражный; фильм № 193 «Тяжёлый случай»)         | изобретатель                                                                     |
| 1979      | мф | Как лиса зайца догоняла                                         | Заяц                                                                             |
| 1979      | мф | С кого брать пример?                                            | Пёстрый Петух                                                                    |
| 1980      | мф | Каникулы в Простоквашино                                        | Бобр (в титрах не указан)                                                        |
| 1980      | мф | Первый автограф                                                 | Бобр (исполнение песни)                                                          |
| 1981      | мф | Зимняя сказка                                                   | Снегирь                                                                          |
| 1981      | мф | Козёл в огороде                                                 | Козёл                                                                            |
| 1982—1984 | мс | Бюро находок (все серии)                                        | попугай Степаныч                                                                 |
| 1982      | мф | День рождения                                                   | Гном (в титрах не указан)                                                        |
| 1982      | мф | Сладкий родник                                                  | Петух / Бычок                                                                    |
| 1982      | мф | Фитиль (короткометражный; фильм № 246 «Доходное место»)         | Иван Петрович                                                                    |
| 1983      | мф | Жил у бабушки козёл                                             | Зайка                                                                            |
| 1983      | мф | Ловись, рыбка!                                                  | Дед                                                                              |
| 1983      | мф | Самый маленький гном (4-й выпуск)                               | Петушок                                                                          |
| 1983      | мф | Следствие ведут Колобки (2-й выпуск «Ограбление века»)          | продавец мороженого                                                              |
| 1983      | мф | Фитиль (короткометражный; фильм № 250 «Технокрады»)             | подчинённый                                                                      |
| 1984      | мф | Подземный переход                                               | Уж                                                                               |
| 1984      | мф | Хочу Луну                                                       | Лорд-канцлер                                                                     |
| 1984      | мф | Не хочу и не буду!                                              | Кот                                                                              |
| 1984      | мф | Слонёнок пошёл учиться                                          | Кот                                                                              |
| 1984      | мф | Как щенок учился плавать                                        | Лебедь                                                                           |
| 1984—1990 | мс | КОАПП                                                           | Гепард                                                                           |
| 1984      | мф | Домовёнок Кузя. Дом для Кузьки                                  | домовёнок Кузя / гость в клетчатой рубашке / грузчик                             |
| 1985      | мф | Домовёнок Кузя. Приключения домовёнка                           | домовёнок Кузя / кот / вороненок                                                 |
| 1985      | мф | Фитиль (короткометражный; фильм № 272 «Современная сказка»)     | Дабран-ага                                                                       |
| 1986      | мф | Домовёнок Кузя. Сказка для Наташи                               | домовёнок Кузя                                                                   |
| 1986      | мф | Снегурята                                                       | Пугало                                                                           |
| 1987      | мф | Домовёнок Кузя. Возвращение домовёнка                           | домовёнок Кузя                                                                   |
| 1990      | мф | Курица                                                          | старый петух                                                                     |
| 1990      | мф | Сладкая репа                                                    | раёшник                                                                          |
| 1991      | мф | Николай Угодник и охотники                                      | раёшник                                                                          |
| 1991      | мф | Приключения волшебного глобуса, или Проделки ведьмы             | Маленький Синьор / ведьма Клоанца / ворон                                        |
| 1991      | мф | Гостья                                                          | раёшник                                                                          |
| 1992      | мф | Простой мужик                                                   | раёшник                                                                          |
| 1992      | мф | Бабья работа                                                    | раёшник                                                                          |
| 1993      | мф | Два жулика                                                      | раёшник                                                                          |
| 1993      | мф | Родня                                                           | раёшник                                                                          |
| 1993      | мф | Чуффык                                                          | Заяц                                                                             |
| 1994      | мф | Фантазёры из деревни Угоры                                      | Кощей Бессмертный                                                                |
| 1994      | мф | Шарман, шарман!-2                                               | Черепаха                                                                         |
| 1995      | мф | Шарман, шарман!-3                                               | Черепаха                                                                         |

Художественные фильмы
- 1934 — Весёлые ребята (в восстановленной редакции 1958 года) — факельщик (роль Фёдора Курихина)
- 1936 — Бесприданница (в восстановленной редакции 1970 года)
- 1937 — Богатая невеста — Ковынько, младший счетовод (роль Ивана Любезнова)
- 1937—1938 — Пётр Первый (в реставрации 1965 года) — чтец
- 1939 — Золотой ключик (в реставрации 1959 года) — Буратино (роль Ольги Шагановой-Образцовой) / Джузеппе (роль Максима Дагмарова)
- 1949 — Александр Попов — дед с шариками
- 1950 — Казимир — Поль-Андре (роль Б. Ла Жаррижа)
- 1953 — Великий воин Албании Скандербег — муж Мамицы
- 1954 — Верные друзья — дед на барже (роль Александра Жукова)
- 1954 — Цирк будет — зритель (роль В. Трегла)
- 1954 — Папа, мама, служанка и я — Робер Ланглуа (роль Робера Ламурё)
- 1955 — Лурджа Магданы — дед Гиго (роль Александра Омиадзе)
- 1955 — Крушение эмирата — Урзуф, посол эмира (роль Сагди Табибуллаева) / комендант
- 1955 — Девушка-джигит — Мурат (роль Сайфулла Тельгараева)
- 1956 — Драгоценный подарок — заведующий аптекой (роль Эммануила Геллера)
- 1956 — Она вас любит! — Арбатов, кассир кинотеатра
- 1956 — Вокруг света за 80 дней — кондуктор поезда (роль Бастера Китона)
- 1956 — Баши-Ачук
- 1957 — 12 разгневанных мужчин — присяжный № 2 (роль Джона Фидлера) / присяжный № 9 (роль Дж. Суини)
- 1957 — Ночной патруль — дежурный в отделении милиции
- 1958 — Мой дядюшка
- 1958 — Мистер Питкин в тылу врага — Норманн Питкин / генерал Шрейбер (роль Нормана Уиздома)
- 1959 — Бабетта идёт на войну — капитан Гюстав Фремон (роль Ноэля Роквера)
- 1959 — Так держать, медсестра! — санитар Мик (роль Г. Лока)
- 1959 — Двенадцать девушек и один мужчина — Йозеф (роль Э. Вальдбрунна)
- 1959 — Улица Прэри — санитар Мик (роль Г. Ги Декомбля)
- 1961 — Рассказ нищего — Пепиа (роль А. А. Омиадзе)
- 1961 — Трудная жизнь — эпизод (роль Алессандро Блазетти)
- 1961 — Развод по-итальянски — Кармело Патане (роль Л. Триесте)
- 1962 — Стук почтальона — Гарольд Мопс (роль Спайка Миллигана)
- 1963 — Приключения Питкина в больнице — Норманн Питкин (роль Н. Уиздома)
- 1963 — Путь на арену — агент Госстраха
- 1963 — Вчера, сегодня, завтра — дедушка (роль Д. ди Грегорио)
- 1964 — Хотите — верьте, хотите — нет... — лектор (роль А. М. Матковского)
- 1964 — Вперёд, Франция! — болельщик в трёхцветной шапке (роль Р. Ролли)
- 1964 — Фантомас — ответственный секретарь союза ювелиров (роль Ж. Берже)
- 1965 — Первый учитель — Картынбай (роль Кирея Жаркимбаева) / роль М. Кыштобаева
- 1966 — Как украсть миллион — страховой агент (роль Э. Малина)
- 1966 — Удивительная история, похожая на сказку — читает текст от автора
- 1967 — Треугольник — фотограф
- 1968 — Бриллиантовая рука — алкоголик, которого увозит милиция (роль Леонида Гайдая, в титрах не указан)
- 1968 — Маленький купальщик — министр (роль П. Дака)
- 1969 — Приключения канонира Доласа, или Как я развязал Вторую мировую войну — капитан Ральф Пикок (роль Казимежа Рудзкого)
- 1970 — Украли Старого Тоомаса — Старый Тоомас (роль Кальё Кийска)
- 1972 — Секрет великого рассказчика — граф
- 1974 — Торговцы смертью — дядя Кьокки (роль А. Кутоло)
- 1975 — Уважаемые люди — Профумо (роль Д. Паньяни)
- 1976 — Знакомство по брачному объявлению — официант (роль Р. Риффара) / таксист (роль П. Реппа)
- 1976 — Регентруда — злой колдун-карлик Фойербарт (дубляж не сохранился)
- 1977 — Гариб в стране Джиннов — Асра (роль Алескера Мамедоглу)
- 1977 — Фантазии Веснухина — дядя Гоша, фотограф (роль Готлиба Ронинсона)
- 1977 — Мачеха Саманишвили — священник Михаил (в титрах не указан)
- 1978 — Кто есть кто — инспектор автошколы (роль Филиппа Кастелли)
- 1979 — Д’Артаньян и три мушкетёра — второй судейский чиновник (роль Владимира Долинского)
- 1979 — Ритмы песен — Тушар Бабу Гхош / Чаттерджи (роль К. Мукхерджи)
- 1980 — Укрощение строптивого — священник Чирилло (роль Пипо Сантонастазо)
- 1981 — Дедушка дедушки нашего дедушки — дед Азиз (роль Гусейнага Садыхова)
- 1981 — Мария, Мирабела — Король гусениц, отец Омиде (роль Дема Рэдулеску)[19]
- 1982 — Влюблён по собственному желанию — ухажёр-эстет (роль Ивана Уфимцева)
- 1982 — Покровские ворота — дедушка Савельич (роль Э. С. Геллера)
- 1982 — Чародеи — говорящий кот (в титрах не указан)
- 1986 — Я — вожатый форпоста — отец Коли Гудкова (роль Алексея Кожевникова)

## Радиопостановки
- 1945—1946 — «Клуб знаменитых капитанов» — Барон Мюнхгаузен
- 1947 — «Старые друзья» Л. А. Малюгина (реж. А. Лобанов) — Лясковский
- 1947 — «Люди с чистой совестью» П. П. Вершигоры (реж. А. Лобанов, В. Комиссаржевский) — сапёр Водичка
- 1950 — «Детство в Соломбале» Е. С. Коковина (реж. Роза Йоффе)
- 1951 — «Поддубенские частушки» С. П. Антонова (реж. Виктор Турбин) — Гриша
- 1952 — «К берегам Антарктиды» (реж. А. Столбов) — Лесков
- 1952 — «Первая должность» С. П. Антонова (реж. А. Дикий) — Митя Яковлев
- 1952 — «Череп» Н. Хикмета — журналист
- 1952 — «Шинель» Н. В. Гоголя (реж. А. Лобанов) — чиновник
- 1953 — «Никита» Е. Успенской — Юра Дождиков
- 1953 — «Учитель географии» по повести Л. Д. Платова «Архипелаг исчезающих островов» — Фим Фимыч
- 1955 — «Штопальная игла» Х. К. Андерсена (реж. А. Столбов) — бутылочный осколок
- 1956 — «Бранденбургские ворота» М. А. Светлова (реж. Татьяна Заборовская) — второй связист
- 1956 — «Говорящая машина» Джеймса Крюса (реж. Надежда Киселёва) — господин Шайбль
- 1957 — «Человек родился» Эвалда Вилкса — плавучий гвоздь
- 1957 — «Шапка по кругу» Г. Лоусона (реж. Виктор Турбин) — Джек
- 1958 — «Журавлиные перья» Киноситы Дзюндзи — Ундзу, скупщик полотна
- 1958 — «Часы» И. С. Тургенева (реж. Роза Иоффе) — Настасей Настасеич
- 1959 — «Светлячок тёти Насти» из радиоспектакля «Кое-что о Васюковых» по рассказам С. М. Шатрова (реж. В. Турбин) — дядя Володя
- 1959 — «У новогодней ёлки» по сказкам Х. К. Андерсена «Ель» и «Принцесса на горошине» (реж. А. Столбов) — король
- 1960 — «Выбор Вальки Стогова» А. И. Кузнецов (реж. Б. Аврашов) — Клеман
- 1960 — «Чудак» Назыма Хикмета (реж. В. Комиссаржевский) — Абдурахман, инженер
- 1961 — «Аптека „Голубые шары“» В. А. Каверина — Лекарь-Аптекарь
- 1961 — «Ленивый Гонза» Йозефа Лады — король
- 1961 — «Путешествие Доктора Глобуса в страну ДоКоРуПо» А. М. Домнина и Р. А. Афанасьева (реж. Р. Афанасьев) — читает текст от автора
- 1962 — «Приключения с Жюлем Верном „20 тысяч лье под водой“» — Консель
- 1962 — «Звёздные дневники Ийона Тихого» — от редакции
- 1962 — «Ноль три» Н. Г. Адамян (реж. Л. Варпаховский) — пьяный
- 1962 — «Верим тебе, Олесь» по роману Бориса Полевого «На диком бреге» (реж. А. Кричко) — Костя Третьяк («Мамочка»), бывший заключённый
- 1964 — «Приключения Карандаша и Самоделкина» Юрия Дружкова — Карандаш
- 1964 — «Папа, мама, восемь детей и грузовик» А.-К. Вестли (реж. А. Столбов) — Хенрик
- 1965 — «Верный робот» — странный тип
- 1967 — «Ты ещё жив, Ромео!» П. Панчева (реж. Г. Аврамов) — весёлый пассажир
- 1967 — «Пансионат „Вид на море“» Бригитты Тенцлер — дедушка Клауса
- 1969 — «Алмаз Раджи» Р. Л. Стивенсона — привратник
- 1969 — «Зербино-дровосек» Эдуара Лабуле (реж. Лия Веледницкая) — король Мушамиель
- 1969 — «Кролик Ки-Ку» С. Г. Козлова — жираф
- 1969 — «Сказка о почтальоне» Карела Чапека — третий домовой
- 1972 — «Остров сокровищ» Р. Л. Стивенсона (реж. Н. Киселева) — Слепой Пью
- 1973 — «Приключения Пифа» (реж. Л. Веледницкая) — Пиф
- 1975 — «Плутишка Эспен» П. Асбьёрсена — король
- 1977 — «Курортные брюки» Б. Нушича
- 1978 — «История с метранпажем» из дилогии «Провинциальные анекдоты» А. В. Вампилова (реж. Виталий Тарасенко) — Калошин, администратор гостиницы «Тайга»
- 1978 — «Стойкий оловянный солдатик» Х. К. Андерсена — Чёртик
- 1978 — «Эликсир Купрума Эса» Ю. В. Сотника — Кукушкин
- 1979 — «У человека должна быть собака» Ю. Я. Яковлев — больной
- 1980 — «Курочка-королева» — сказочник
- 1980 — «Пан Ниточка» Корнеля Макушинского — Пан Ниточка
- 1981 — «Волшебная школа» Юрия Дружкова (реж. Феликс Тобиас) — Карандаш
- 1981 — «Дети капитана Гранта» (реж. А. Ханютин) — Паганель
- 1987 — «Сказка об учтивом разбойнике» Карела Чапека (реж. Надежда Киселёва) — купец
- 1990 — «О дровосеке» (турецкая сказка) — дух родника Ох
- 1991 — «Новое платье короля» Х. К. Андерсена — Министр
- 1991 — «Сатанинская бутылка» — Лопака
- 1991 — «История одного города» М. Е. Салтыкова-Щедрина (реж. В. Трухан) — летописец
- 1994 — «Приключения Тото и её друзей» Уайта Пауля — жираф Твига
- 1999 — «Вождь краснокожих» О. Генри — Сэм
- ? — «Малыш и Карлсон» А. Линдгрен — Карлсон

## Грамзапись
Музыкальные сказки
- 1964 — «Конёк-Горбунок» П. П. Ершова — спальник
- 1965 — «Волшебник Изумрудного города» (реж. Е. Фридман) — Гудвин
- 1968 — «Слонёнок-турист» Д. С. Самойлова (режиссёр А. Ильина) — Верблюжонок
- 1969 — «Волшебная семёрка» (реж. Игорь Мироненко) — воробей
- 1973 — «Три поросёнка» — Наф-наф
- 1974 — «Буква Я» Б. В. Заходера
- 1977 — «Слонёнок заболел» Д. С. Самойлова (реж. Антонида Ильина) — Верблюжонок
- 1979 — «Приключения Колобка» — Заяц
- 1980 — «Волшебное колечко» — король
- 1981 — «Мария, Мирабелла» по одноимённому анимационно-художественному фильму Иона Попеску-Гопо
- 1981 — «Происшествие в стране Мульти-Пульти» А. И. Хайта и А. С. Левенбука (реж. А. Левенбук) — Трус
- 1983 — «Жил у бабушки козёл» по одноимённому мультфильму студии «Союзмультфильм» — Заяц
- 1983 — «Чёрная лошадка» — Снивор
- 1984 — «Приключения Кузнечика Кузи» — кузнечик Кузя
- 1984 — «Новые приключения Кузнечика Кузи» — кузнечик Кузя
- 1989 — «Разыскивается Кузнечик Кузя» — кузнечик Кузя
- 1989 — «Кузнечик Кузя на планете Туами» — кузнечик Кузя
- 1994 — «Пико — Хрустальное Горлышко» Н. Н. Космина — Папа Пико

Оперетты
- 1955 — «Роз-Мари» Р. Фрималя — Герман (чтение)
- |1957 — «Продавец птиц» К. Целлера — барон Станислав (чтение)
- 1977 — «Бабий бунт» Е. Н. Птичкина по мотивам «Донских рассказов» М. А. Шолохова (реж. Анатолий Липовецкий) — дед Захар

## Награды и звания
- Заслуженный артист РСФСР (10 апреля 1959).
- Народный артист РСФСР (7 января 1977) — за заслуги в области советского киноискусства[20].
- Народный артист СССР (30 октября 1990)[21].
- Медаль «За доблестный труд в Великой Отечественной войне 1941—1945 гг.» (1945).
- Медаль «В память 800-летия Москвы» (1948).
- Медаль «В память 850-летия Москвы» (1997).
- Почётный кинематографист России (25 декабря 1995)[22].

## Память
- Фильм-портрет «Георгий Вицин» был снят в 1973 году на киностудии «Центрнаучфильм», режиссёр Владимир Томберг[23].
- Трёхметровый монумент «троице», подпирающей театральную тумбу-афишу, был воздвигнут на центральной площади села Краснозёрское (Новосибирская область). Автор памятника — скульптор Олег Кириллов[источник не указан 494 дня].
- Скульптурная композиция «троицы» была установлена на Уссурийском бульваре в Хабаровске.
- Скульптура Георгия Вицина в роли Бальзаминова из фильма «Женитьба Бальзаминова» была открыта в июле 2008 года в парке культуры и отдыха Зеленогорска (к 460-летнему юбилею города и 90-летию актёра). Рядом планировалось установить скульптуры других участников легендарной троицы — Юрия Никулина и Евгения Моргунова. Художник-скульптор Ю. Кряквин планировал, что все скульптуры должны быть выполнены из бронзы в натуральную величину[24].
- Ещё один памятник Вицину в образе Бальзаминова был установлен в 2024 году в Суздале, на месте съёмок фильма[25].
- Бронзовый памятник Трусу, Балбесу и Бывалому напротив кинотеатра «Кристалл» в Перми был установлен в 2010 году. Автор памятника — скульптор Алексей Залазаев[источник не указан 494 дня].
- В 2012 году в Иркутске около здания цирка был установлен памятник Леониду Гайдаю и «Гайдаевской троице»[источник не указан 494 дня].

Творчеству актёра посвящены документальные фильмы и телепередачи
- 2004 — Легенды мирового кино (из еженедельного цикла телевизионных художественно-постановочных программ телеканала «Культура»).
- 2004 — Божественная Гликерия (короткометражный, документальный).
- 2005 — Георгий Вицин (документальный фильм из цикла передач телеканала «ДТВ» «Как уходили кумиры»).
- 2007 — Фабрика чудес. Роли озвучивают (короткометражный, документальный).
- 2008 — Вицин, которого мы не знали (документальный).
- 2008 — Георгий Вицин. Отшельник (ТВ Центр, документальный)[2].
- 2010 — Песня самогонщиков (из документального цикла «Спето в СССР»).
- 2012 — Женитьба Бальзаминова (из документального цикла «Тайны советского кино»).
- 2016 — Георгий Вицин. Не надо смеяться (ТВ Центр, документальный)[26].
- 2017 — Георгий Вицин. Чей туфля? (Первый канал, документальный)[27][28].
- 2017 — Георгий Вицин. Легенды кино (Звезда, телепередача)[29].